# Meester (vrijmetselarij)
Een meester is binnen de vrijmetselarij de benaming die gegeven wordt aan een vrijmetselaar die volledig is ingewijd en wiens opleiding is voltooid.  Hij bezit de volheid van rechten en plichten.  De meester is ten volle ingewijd in de geheimen van de vrijmetselarij.
De meester is de derde graad van lidmaatschap die gehanteerd wordt binnen de blauwe vrijmetselarij die werkt met de drie symbolische basisgraden.
Als men tot meester is verheven, heeft men toegang tot de hogere gradensystemen van de vrijmetselarij.  Dit inwijdingsproces wordt filiatie genoemd.